# Каркыра (Иссык-Кульская область)
Каркыра (кирг. Каркыра) — село в Тюпском районе Иссык-Кульской области Кыргызстана. Входит в состав Сан-Ташского аильного округа. Код СОАТЕ — 41702 225 865 02 0.

## Население
По данным переписи 2009 года в селе проживало 205 человек.
По данным переписи 2022 года в селе проживало 224 человек.